# Lugon e l'Isla dau Carnèir
Lugon e l'Isla dòu Carnèir (en francès Lugon-et-l'Île-du-Carnay) és un municipi francès situat al departament de la Gironda i a la regió de la Nova Aquitània.

## Demografia
| 1962                                       | 1968 | 1975 | 1982 | 1990  | 1999  | 2007  |
| ------------------------------------------ | ---- | ---- | ---- | ----- | ----- | ----- |
| 780                                        | 816  | 829  | 973  | 1.026 | 1.000 | 1.063 |
| Des de 1962: població sense dobles comptes |      |      |      |       |       |       |

## Administració
| Període | Identitat     | Partit |
| ------- | ------------- | ------ |
| 1973-   | Michel Frouin | PS     |